# Formica gagatoides
Formica gagatoides é uma espécie de formiga do gênero Formica, pertencente à subfamília Formicinae.